# Home (álbum de Angela Aki)
Home es el segundo álbum de Angela Aki, su primer álbum en Japón. Se puso a la venta el 14 de junio de 2006, en dos ediciones diferentes: el CD estándar, y una edición limitada con un DVD que incluía los videoclips de las canciones que fueron singles, y una secuencia llamada "Final Fantasy XII Kanzen Original Movie ~Final Edition~", con las canciones "Kiss Me Good Bye" y "This Love" de la actuación en el Sony Music Anime Festival.

## Lista de canciones del CD
1.- Kiss Me good Bye
2.- Love Is Over Now
3.- 心の戦士 - Kokoro no Senshi
4.- Music
5.- This Love
6.- お願い - Onegai 
7.- 宇宙 - Uchuu 
8.- Rain (Re-Arrangement)
9.- 奇跡 - Kiseki 
10.- 大袈裟に「愛してる」 - Oogesa ni 'Aishiteru'
11.- ハレルヤ - Hareruya 
12.- Home
13.- Your Love Song

## Lista de canciones del DVD
1.- Home (videoclip)
2.- 心の戦士 - Kokoro no Senshi (videoclip)
3.- Kiss Me good Bye (videoclip)
4.- This Love (videoclip)
5.- Final Fantasy XII Kanzen Original Movie ~Final Edition~ (完全オリジナルムービー) 
6.- This Love (Live Performance) (5/7 SonyMusic Anime Fes) (ライブ・パフォーマンス)

## Posiciones en las listas de Oricon
En su primera semana a la venta vendió más de 120.000 copias. En 2006 vendió 451.810 copias, pasando a ser el disco número 27 en la lista de más vendidos del año. El 9 de julio de 2007 ya había vendido 536.859 copias de su álbum de debut en Japón.
| Lun | Mar | Mie | Jue | Vie | Sab | Dom | Puesto semanal | Ventas  |
| --- | --- | --- | --- | --- | --- | --- | -------------- | ------- |
| -   | 2   | 2   | 2   | 2   | 2   | 2   | 2              | 121,064 |
| 2   | 3   | 3   | 3   | 2   | 2   | 2   | 2              | 74,951  |
| 2   | 5   | 5   | 5   | 3   | 3   | 3   | 4              | 52,638  |
| 3   | 4   | 4   | 3   | 4   | 4   | 3   | 4              | 41,096  |
| 3   | 12  | 11  | 11  | 11  | 7   | 10  | 11             | 22,138  |
| 6   | 10  | 11  | 7   | 8   | 6   | 8   | 7              | 15,800  |
| 3   | 19  | 19  | 17  | 18  | 20  | 13  | 17             | 11,357  |
| 10  | 19  | -   | 19  | -   | 19  | 14  | 18             | 9,134   |
| 3   | 8   | 9   | 9   | 12  | 8   | 8   | 9              | 26,936  |
| 9   | 11  | 10  | 9   | 8   | 10  | 9   | 11             | 17,258  |
| 9   | 16  | 13  | 13  | 14  | 13  | 10  | 13             | 10,589  |
| 9   | 20  | 19  | 18  | 17  | 14  | 14  | 18             | 8,205   |
| 14  | -   | -   | -   | 20  | 19  | 20  | 25             | 6,070   |
| -   | -   | -   | -   | -   | 15  | 17  | 27             | 5,614   |

Ventas totales: 553.402  (a 12 de noviembre de 2007)